# Come with Me Now
"Come with Me Now" là một bài hát của ban nhạc Nam Phi Kongos. Ban đầu phát hành vào năm 2011 như một đĩa đơn từ album Lunatic của họ, "Come with Me Now" có được thắng lợi thường mại tại Mỹ vào năm 2014, đạt vị trí số một trên bảng xếp hạng Billboard Alternative Songs và trở thành đĩa đơn đầu tiên của họ được xếp hạng tại Mỹ.

## Bối cảnh và phát hành
Năm 2011, Kongos phát hành album Lunatic, trong đó có "Come with Me Now" được phát hành như một đĩa đơn. Ban nhạc biểu diễn bài hát trong khi mở màn cho ban nhạc Mỹ Linkin Park tại Nam Phi, "Come with Me Now" đã được người hâm mộ yêu thích mặc dù lúc đầu nó phải khó khăn để tìm người nghe ở Mỹ.
Vào đầu tháng 1 năm 2014, bài hát bắt đầu được lên sóng radio tại Mỹ, tạo nên sự chú ý của các hãng đĩa lớn  giúp ban nhạc ký hợp đồng với Epic Records. Nó được phát hành tại contemporary hit radio Mỹ vào ngày 15 Tháng tư năm 2014.

## Bảng xếp hạng
| BXH (2014)                           | Vị trí cao nhất |
| ------------------------------------ | --------------- |
| Canada (Canadian Hot 100)            | 7               |
| New Zealand (Recorded Music NZ)      | 34              |
| South Africa (EMA)                   | 1               |
| Hoa Kỳ Billboard Hot 100             | 31              |
| Hoa Kỳ Hot Rock Songs (Billboard)    | 3               |
| Hoa Kỳ Alternative Songs (Billboard) | 1               |
| Hoa Kỳ Adult Pop Airplay (Billboard) | 23              |
| Hoa Kỳ Pop Airplay (Billboard)       | 17              |

### Chứng nhận
| Quốc gia                                                                           | Chứng nhận  | Số đơn vị/doanh số chứng nhận |
| ---------------------------------------------------------------------------------- | ----------- | ----------------------------- |
| Canada (Music Canada)                                                              | 2× Bạch kim | 160,000^                      |
| Hoa Kỳ (RIAA)                                                                      | Bạch kim    | 1,000,000‡                    |
| * Chứng nhận dựa theo doanh số tiêu thụ. ^ Chứng nhận dựa theo doanh số nhập hàng. |             |                               |